# Stockport (Engeland)
Stockport is een plaats in het bestuurlijke gebied Stockport, in het Engelse graafschap Greater Manchester. De plaats telt 136.082 inwoners.

## Geboren in Stockport
- Joseph Whitworth (1803–1887), ingenieur, uitvinder en ondernemer
- Horace Lamb (1849–1934), toegepast wiskundige
- Charles Webster Leadbeater (1854–1934), bisschop en theosoof
- Harry Waites (1878–1938), soldaat en voetbalcoach
- Fred Perry (1909-1995), tennisser
- Harry Bernstein (1910-2011), Amerikaans-Brits schrijver
- Eric Haydock (1943-2019), basgitarist van The Hollies
- Geoff Downes (1952), toetsenist
- Martin Fry (1958), zanger van ABC
- Tony O'Shea (1961), darter
- Darryl Fitton (1962), darter
- Paul Warhurst (1969), voetballer
- Anthony Flanagan (1972), acteur
- Sally Lindsay (1973), actrice en presentatrice
- Daz Sampson (1974), dance-dj en zanger
- James Hickman (1976), zwemmer
- Dominic Howard (1977), drummer
- Andrew Buchan (1979), acteur
- Claire Foy (1984), actrice
- Adam le Fondre (1986), voetballer
- Michelle Keegan (1987), televisie- en filmactrice
- Samantha Murray (1987), tennisspeelster
- Naomi Broady (1990), tennisspeelster
- Danny Miller (1991), acteur
- Kyle Bartley (1991), voetballer
- Nathan Aspinall (1991), darter
- Tom Ince (1992), voetballer
- Michael Keane (1993), voetballer
- William Keane (1993), voetballer
- Josh Harrop (1995), voetballer
- Phil Foden (2000), voetballer
- Taylor Harwood-Bellis (2002), voetballer
- Kobbie Mainoo (2005), Engels-Ghanees voetballer
- Ethan Wheatley (2006), Engels voetballer

## Publicatie
Bij het begin van de Eerste Wereldoorlog week de Vlaamse dominicaan  pater J.L. Callewaert uit naar Engeland en werkte er bij de Belgische vluchtelingen in Stockport. Hij schreef  in De Stem uit België en af en toe ook in De Belgische Standaard en Ons Vaderland, het blad van de Vlaamse frontsoldaten. In 1919 bundelde hij deze artikelen in het boek Op den Uitkijk.